# Ab'Aigre
Ab'Aigre, pseudónimo principal de Pascal Habegger (Ginebra, 22 de septiembre de 1949) es un autor suizo de cómic. El 20 de octubre de 2006 pone final a Ab'Agrio, y provoca su "fallecimiento", pero no de Pascal Habegger. 

## Biografía
Tras sus estudios en la Escuela de  Artes Decorativas de Ginebra, Pascal Habegger inicia una carrera de diseñador gráfico independiente. En 1974, crea la revista Swing, de la que solo publica un número. Al mismo tiempo, da sus primeros pasos en el mundo del cómic, publicando diversas historias bajo el nombre de Ab Agrio en las publicaciones periódicas suizas Rebrousse-Pelo y Tout va bien hebdo. En 1980, inicia, para la editorial Glénat, en la revista Circus, la serie La route des goélands (El vuelo de las gaviotas), escrita por su amigo Sylli. Publica luego varios trabajos para Glénat y en las revistas Okapi, Metal Hurlant y Zoulou. En 1987, se organiza una retrospectiva de su obra en las Bellas Artes de Ginebra y recibe el premio Oumansky. Bajo el pseudónimo de Egger, en 1991 realiza Nombre (Número), con Thierry Smolderen. A finales de los años 1990, publica con las editoriales Paquet, Meyer, Drozophile, etc. Aunque su rasgo expresivo « sorprenda por su potencia y su espontaneidad », Ab'Agrio es un autor poco publicado.
Ha hecho falta esperar a 2019 para que publique nuevamente.

## Obras publicadas

### En publicaciones periódicas
- La Route des goélands, en Circus, Glénat, 1981-1983.
- Diversas publicaciones en Circus, 1981-1984.
- Participación en (A SUIVRE), Casterman, 1989.

### Álbumes
- La Route des goélands (ilustración), con Sylli (texto), Glénat, col. « Circus » :
  1. La Vengeance du Tiki (La Venganza del Tiki), 1981
  2. Atoll tabou (Atolón tabú), 1982
  3. Le Rêve de l'alligator (El sueño del caimán), 1983
- Le Chaman (El chamán) (ilustración), con Frank Giroud (texto), Ice crim's, col. « Expresso », 1984.
- L'Enfer du décor (El infierno del paisaje), L'Essai, 1986.
- Número (ilustración, bajo el seudónimo de Egger), con Thierry Smolderen (texto), Les Humanoïdes Asosociés :
  1. La Chanson de l'ogre (La canción del ogro), 1991
  2. La Maison de l'ogre (La casa del ogro), 1992
- Blues, Paquet, col. « Carte de visite », 1997.
- « Je t'aime (te amo) », en Brel, Vents d'Ouest (éditeur), col. « Classiques », 1997.
- La Souris (El ratón), Drozophile, 1998.
- La Souris (El ratón), jpedmeyer, 1998
- À PART (Aparte); jpedmeyer, 2019

## Anexos

### Documentación
- Patrick Gaumer, « Ab'Aigre », en el Larousse de la BD, Larousse, 2004, p. 1.

- Datos: Q118651